# Vasista
Vasista (em sânscrito:  वसिष्ठ, IAST: Vasiṣṭha) é o marido de Arundati e um dos mais antigos e reverenciados rixis ou sábios védicos, e um dos sete grandes rixis. Vasista é creditado como o principal autor da Mandala 7 do Rigueveda. Vasista e sua família são mencionados no verso riguevédico 10.167.4, outras mandalas riguevédicas e em muitos textos védicos. Suas ideias foram influentes e ele foi chamado de primeiro sábio da escola Vedanta de filosofia hindu por Adi Xancara.
O Ioga Vasista, Vasista Samhita, bem como algumas versões de Agni Purana e Vixenu Purana são atribuídos a ele. Ele é o assunto de muitas histórias, como ele estar de posse da vaca divina Kamadhenu e Nandini seu filho, que poderia conceder qualquer coisa a seus donos. Ele é famoso nas histórias hindus por seus conflitos lendários com o sábio Vishvamitra. No Ramáiana, ele era o sacerdote da família da dinastia Ragu e professor de Rama e seus irmãos.